# Ledār
Ledār (persiska: لدار) är en ort i Iran.   Den ligger i provinsen Mazandaran, i den norra delen av landet, 130 km nordost om huvudstaden Teheran. Ledār ligger 125 meter över havet och antalet invånare är 664.
Terrängen runt Ledār är kuperad söderut, men norrut är den platt.Runt Ledār är det ganska glesbefolkat, med 34 invånare per kvadratkilometer. Närmaste större samhälle är Shīr Savār, 15,1 km norr om Ledār. I omgivningarna runt Ledār växer i huvudsak blandskog.